# Učiumi
Učiumi (japonsky 内海駅, Učiumi-eki) je neobsazená železniční stanice společnosti JR Kjúšú na trati Ničinan. Zastavují zde osobní i spěšné vlaky.